# Сакураджима
Сакураджима (на японски: 桜島, по английската Система на Хепбърн Sakurajima) е активен стратовулкан и бивш остров със същото име в префектура Кагошима, остров Кюшу в Япония.
Това е стратовулкан, чието било е разделено на три Kitadake (северен връх), Nakadake (централен връх) и Minamidake (южен връх), който е активен. Площта на острова е около 77 km2.
Северният връх е най-висок, с височина 1117 m над морското равнище. Планината е разположена на залива Кагошима, познат като залив Кинко. Бившият остров сега е част от град Кагошима.
При голямо изригване през 1914 г. голямото количество лава, което излиза от вулкана, го свързва с полуостров Осуми и така практически Сакураджима не е повече остров. Вулканичната активност продължава и вулканът изхвърля вулканичен прах в околността.